# Edla Ulrich

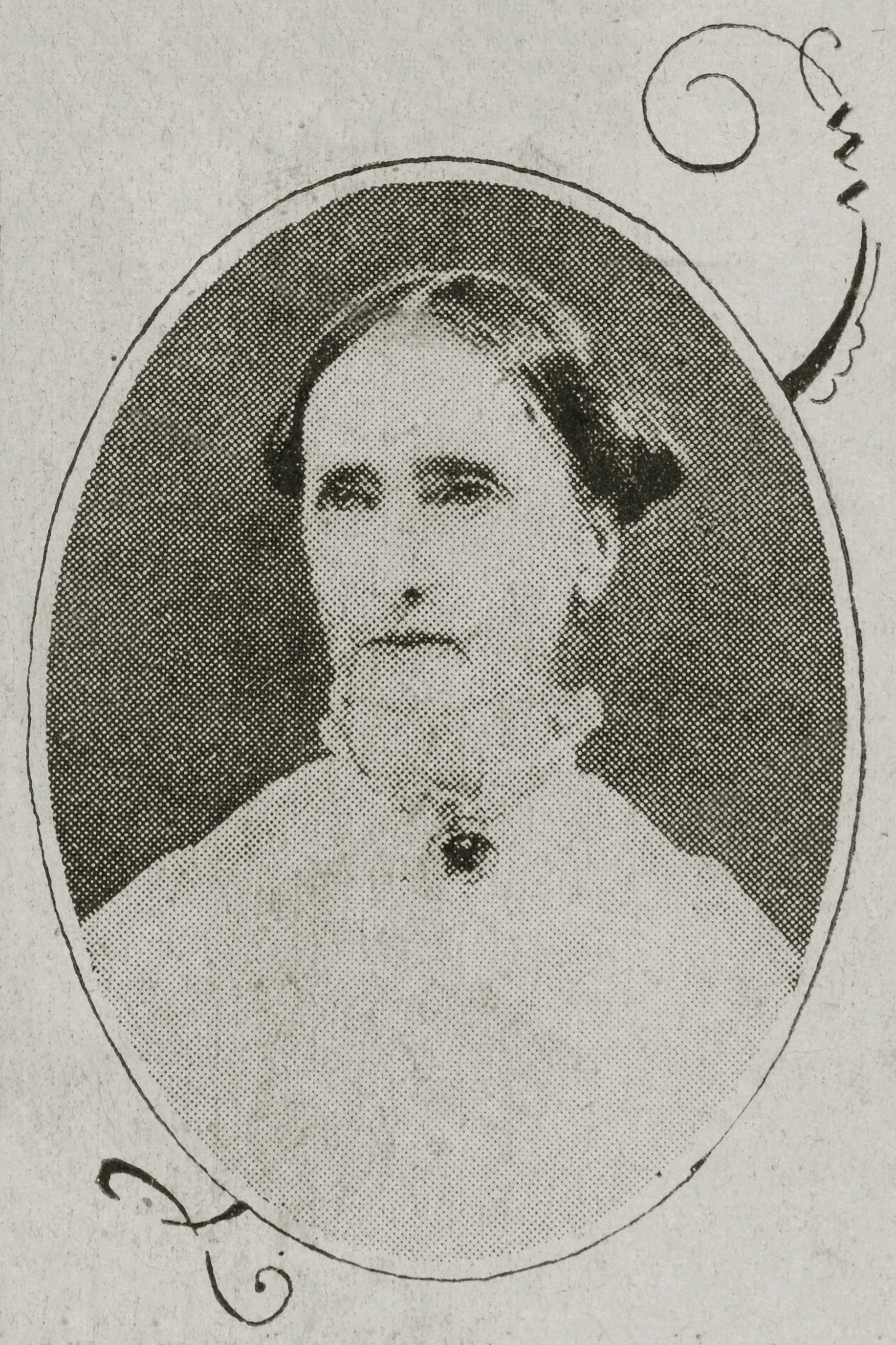
Edla Ulrich

Edla Ulrich, född 23 mars 1816 i Stockholm, död 3 maj 1897 på Ersta diakonianstalt, Stockholm, folkbokförd i Kungsör, Kung Karls församling, Västmanlands län, var svensk guvernant
Hon arbetade på den lilla västindiska ön Sankt Barthélemy när den var svensk koloni, och är ihågkommen för att hon tecknade och skrev en minnesbok om ön när hon vistades där 1868-1878. Ulrich var lärarinna och författade en bok som heter Recreátion des enfants:  recueil de dialogues ou de petits essais dramatiques, pour apprendre, en jouant, a parler la langue francaise.
Hennes bröder Carl och Bror Ludvig Ulrich var båda guvernörer på St Barthélemy. Carl var först, avled hastigt och 1868 tillträdde istället kommendörkapten Bror Ulrich som guvernör. Med sig till ön hade han sin hustru Josephine och deras döttrar Anna 12 år, Ellen 11 år och Sigrid 10 år. Edla Ulrich blev guvernant till sina brorsbarn. Edla Ulrichs far, Johann Christian Heinrich Ulrich, var handsekreterare till kungen Karl XIV Johan. 
Själv var hon en ogift dam av högre samhällsklass som försörjde sig som lärarinna och guvernant, som så många andra i hennes situation under 1800-talet och som bodde hos nära släktingar.
Hon har i det bevarade minnesalbumet, som kallas för scrapbook, gjort fina och värdefulla avbildningar av hus, landskap och flora från den västindiska ön som var i svensk ägo 1784-1878. Ulrich beskrev guvernörsbostaden ingående, samt olika promenadvägar över den lilla ön med de hus, träd och växter som fanns där. Man kan också se spatserande och ridande herrar och damer, samt många svarta kvinnor som bär saker på sina huvuden. Slaveriet på ön avskaffades inte förrän 1847, så på 1870-talet måste slaveriet levt kvar i mångas minne. Svenskarna på ön deltog i slavhandel och hade själva slavar. Klimatet på ön är väldigt varmt och tillvaron för familjen Ulrich var lugn och enformig. Det blev välkomna avbrott när svenska och norska örlogsmän besökte ön. Då blommade sällskapslivet upp med dansanta kavaljerer som flockades kring tonårsflickorna Ulrich. De bofasta svenskarna var bara ett tiotal personer och det vanligaste språket i staden Gustavia var engelska, medan franska var huvudspråket på resten av ön.
1878 återgick Sankt Barthélemy till Frankrike för en symbolisk summa. Familjen åkte hem till Sverige ombord på fregatten HMS Vanadis. De tre systrarna bodde hela livet tillsammans, först med fadern i sjöofficersbostad i Långa raden på Skeppsholmen i Stockholm, och efter hans död nära Millesgården på Lidingö. Det är ovisst om deras faster Edla hela tiden ingick i samma hushåll. Edla Ulrich grundade en skola/ett barnhem för svarta barn på ön. Pengar samlades in genom sällskapsspektakel i Karlskrona, basarer i Stockholm, kollekt i kyrkorna med mera, och skolan fanns i nästan 50 år.